# Nicolas Limbach
Nicolas Limbach (n. 29 decembrie 1985, Eupen, Valonia, Belgia) este un scrimer german specializat pe sabie.

## Carieră
A câștigat Campionatul Mondial din 2009 de la Antalya după ce l-a învins în finală pe românul Rareș Dumitrescu. A cucerit Cupa Mondială în sezoanele 2008–2009, 2009–2010 și 2011–2012. A participat la Jocurile Olimpice din 2008 de la Beijing, dar s-a oprit în al doilea tur în fata belarusului Aliaksandr Buikevici. La ediția din 2012 de la Londra a ajuns în sferturile, unde a fost învins de rusul Nikolai Kovaliov.
Cu echipa națională a luat la Campionatul Mondial din 2014 primul titlu mondial german la sabie din istoria după ce a învins echipa campioană olimpică, Coreea de Sud.
Sora lui cea mai mică, Anna, este și ea o scrimeră, membră lotului națională a Germaniei.

## Legături externe
- Prezentare Arhivat în 14 august 2014, la Wayback Machine. la Confederația Europeană de Scrimă
- Nicolas Limbach: Epic Sabre Compilation pe YouTube de Sydney Sabre Centre
- en Nicolas Limbach la Olympedia.org